# 古培塘站
古培塘站是一个京广线上的铁路车站，位于湖南省汨罗市古培乡，建于1937年，目前为四等站，邮政编码为414403。目前客运：不办理旅客乘降；不办理行李、包裹托运；货运：办理整车货物发到。